# Jack Deam
Jack Deam (nacido Ian Deam; 1972) es un actor inglés. Usó el nombre de su abuelo como nombre artístico. Sus actuaciones más notables han sido como el pirómano Marty Fisher, que tiene síndrome de Tourette, en la serie dramática de comedia de Channel 4, Shameless, y como el inspector Mallory en Padre Brown.

## Carrera
En 1990, Deam apareció en la telenovela de Granada TV Families, un programa sobre dos familias, una de Cheshire y la otra de Australia, en particular junto a Jude Law.
En 1992, apareció en algunos episodios de Heartbeat como Alan Maskell y regresó a la serie en 2004 como Jake Clarke. También apareció en la miniserie de televisión The Life and Times of Henry Pratt. Desempeñó el papel principal como el mayor Henry Pratt, mientras que el pequeño Henry Pratt fue interpretado por Andrew Nicholson y el joven Henry Pratt fue interpretado por Bryan Dick.
En 1993, interpretó a Vinnie, un joven soldado de los Fusileros del Rey en el premiado drama británico Soldier Soldier. Más tarde se unió al elenco de Clocking Off, escrita por Paul Abbott, interpretando a Kev Leach de la serie 1 a la serie 4.
En 1996, apareció brevemente como policía en el drama de Jimmy McGovern para ITV Hillsborough, basado en el desastre de Hillsborough de 1989.
En 1999, apareció en un episodio de Queer As Folk, como un fan obsesionado con Doctor Who, y tuvo una aventura de una noche con Vince, uno de los protagonistas, antes de asumir el papel del violador de Toyah Battersby (Georgia Taylor) Phil Simmonds en la telenovela de ITV de larga duración Coronation Street en 2000.
En 2004, Deam interpretó al sargento detective Hanken en "In Pursuit of the Proper Sinner", un episodio de la serie The Inspector Lynley Mysteries.
En enero de 2007 participó en The Afternoon Play, una serie dramática diurna de la BBC que consta de historias cortas.
De 2010 a 2016, interpretó el papel de un detective en la serie DCI Banks.
Interpretó a Walter en la serie de televisión del 2011 32 Brinkburn Street. En 2014, Deam actuó en una obra llamada Blindside, de Simon Stephens, en el Royal Exchange de Manchester, junto a la excompañera de Coronation Street Julie Hesmondhalgh (Hayley Cropper).
Apareció en un episodio de New Tricks como un sospechoso en la investigación de un caso sin resolver.
A partir de su cuarta serie en 2016, Deam apareció como el inspector Mallory en Padre Brown de la BBC
En diciembre de 2019, apareció como Leonard Wooley en Agatha and the Curse of Ishtar, un relato ficticio de cómo Agatha Christie conoció a Max Mallowan, quien luego se convirtió en su segundo marido.
En septiembre de 2021, apareció como Frank Johnson en Silent Witness de la BBC One.

## Filmografía
| Año                  | Título                         | Papel                     | Notas                                       |
| -------------------- | ------------------------------ | ------------------------- | ------------------------------------------- |
| 1989                 | ScreenPlay                     | Robert                    | Episodio: "A Small Mourning"                |
| 1991                 | Casualty                       | Lee                       | Episodio: "Humpty Dumpty"                   |
| 1991                 | Let Him Have It                | Terry Stringer            |                                             |
| 1993                 | Screen One                     | Richard                   | Episodio: "The Bullion Boys"                |
| 1995                 | The Young Poisoner's Handbook  | Mick                      |                                             |
| 1995                 | Pie in the Sky                 | Jez Leigh                 | Episodio: "Dead Right"                      |
| 1997                 | Peak Practice                  | Joey Cox                  | Episodio: "Classics"                        |
| 1998                 | Where the Heart Is             | Sam Woodford              | Episodio: "She Goes On"                     |
| 1999                 | Heart                          | Policía                   |                                             |
| 2000                 | Holby City                     | Matt Trayling             | Episodio: "The Real Thing"                  |
| 2000                 | Coronation Street              | Phil Simmonds             | 11 episodios                                |
| 2004                 | Dalziel and Pascoe             | Charlie Walker            | Episodio: "Great Escapes"                   |
| 2004                 | The Inspector Lynley Mysteries | Detective Sergeant Hanken | Episodio: "In Pursuit of the Proper Sinner" |
| 2004–2007, 2011–2013 | Shameless                      | Marty Fisher              |                                             |
| 2005                 | Silent Witness                 | Carl Dawson               | Episodio: "Ghosts"                          |
| 2006                 | London to Brighton             | Paul                      | Sin acreditar                               |
| 2007                 | The Royal                      | Sam                       | Episodio: "Laura"                           |
| 2007                 | The Afternoon Play             | Chris                     | Episodio: "Come Fly With Me"                |
| 2007                 | Casualty                       | Hobbs                     | Episodio: "Core Values"                     |
| 2010                 | Casualty                       | Danny Robertson           | Episodio: "Past Lives"                      |
| 2010                 | Accused                        | Neil Richmond             | Episodio: "Kenny's Story"                   |
| 2010–2016            | DCI Banks                      | Ken Blackstone            | 32 episodios                                |
| 2014                 | Inspector George Gently        | Billy Shearer             | Episodio: "Gently Going Under"              |
| 2015                 | Casualty                       | Gary Bess                 | Episodio: "Dark Horses"                     |
| 2015                 | New Tricks                     | Terry                     | Episodio: "Lottery Curse"                   |
| 2016–2022            | Padre Brown                    | Inspector Mallory         | 64 episodios                                |
| 2019                 | Agatha and the Curse of Ishtar | Leonard Woolley           |                                             |
| 2021                 | Silent Witness                 | Frank Johnson             | Episodio: "Bad Love"                        |
| 2022                 | Ridley                         | Duncan Darwin             | Episodio: "Swansong"                        |
| 2023                 | Vera                           | Robert Falstone           | Episodio: "The Darkest Evening"             |
| 2023                 | Vera                           | Robert Falstone           | Episodio: "The Darkest Evening"             |